# Žďárec u Skutče (stacja kolejowa)
Žďárec u Skutče – stacja kolejowa w Žďárec u Skutče, w kraju pardubickim, w Czechach. Znajduje się na wysokości 430 m n.p.m.
Na stacji istnieje możliwość zakupu biletów i rezerwacji miejsc.

## Linie kolejowe
- 238 Pardubice - Havlíčkův Brod
- 261 Svitavy – Žďárec u Skutče